# Auguste-Nicolas Caïn

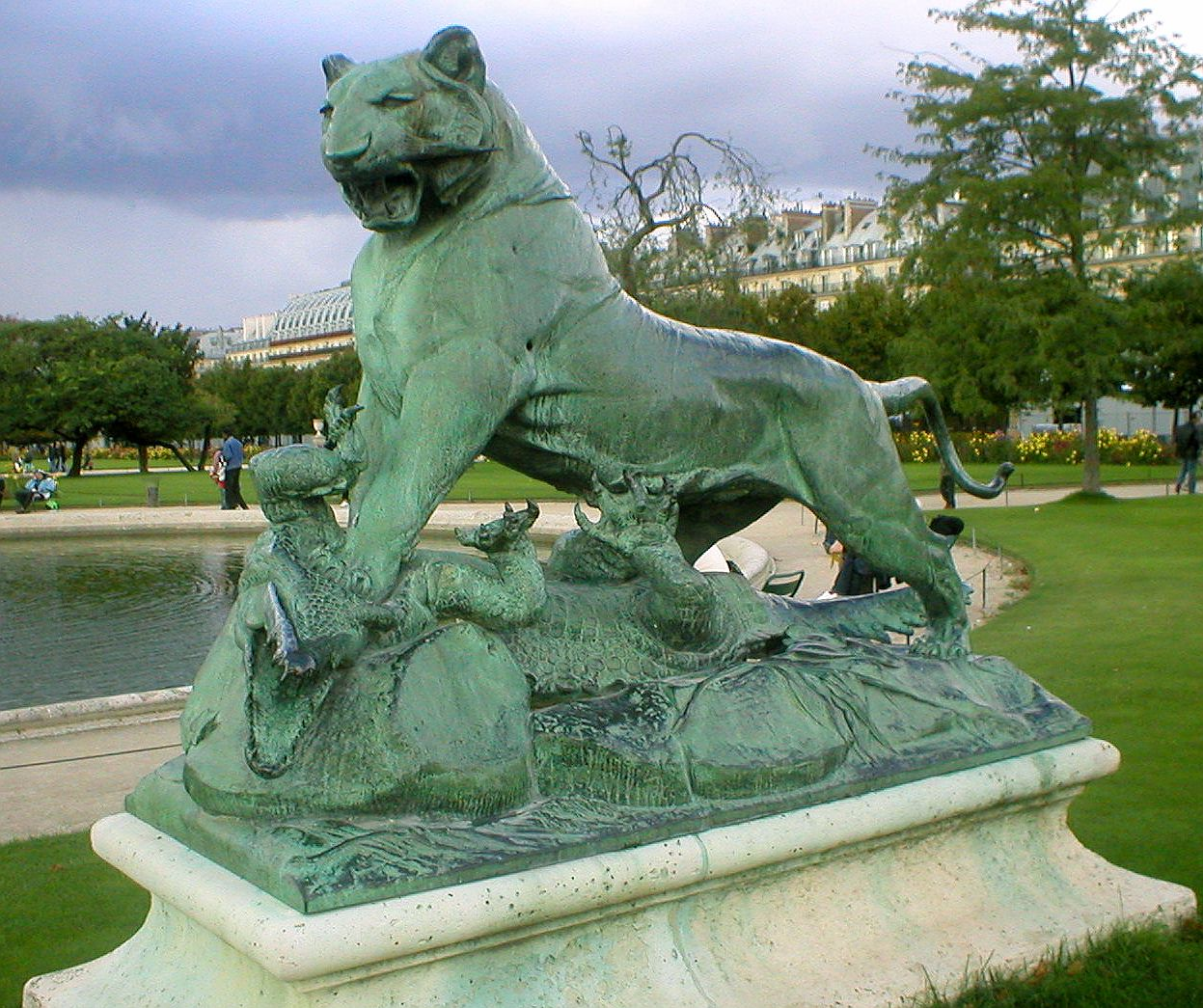
Tigre et crocodile, jardin des Tuileries, Paris

Auguste-Nicolas Caïn (* 4. November 1822 in Paris; † 6. August 1894 ebenda) war ein französischer Tierbildhauer und Medailleur.

## Leben
Caïn erlernte anfangs das Metzgerhandwerk, wurde dann aber Schüler des Holzbildhauers Alexandre Guyonnet und später von François Rude. Caïn begann sich ausschließlich der Bildnerei der Tiere zu widmen, worin er es sehr bald zu großer Naturwahrheit und charaktervoller Darstellung brachte.
In einer Ausstellung von 1846 trat er zuerst mit einer kleinen Gruppe von Bluthänflingen auf, die ihr Nest gegen eine Ratte verteidigen, und blieb in seinen zunächst folgenden Arbeiten bei den kleineren Tieren, z. B. die Frösche, die einen König verlangen (1851), ging dann aber allmählich zu den großen Raubvögeln über und schuf einen Adler, der seine Beute verteidigt (1852), einen Adler, der einen Geier jagt (1857), einen Falken auf der Kaninchenjagd.
Zuletzt wandte er sich zu den Darstellungen der größten Raubtiere, die er sowohl in ruhigen Zuständen als in bewegten Kampfszenen meisterhaft und mit monumentaler Auffassung schildert. Dahin gehören:
- Löwe im Jardin du Luxembourg (1874)
- Häuslicher Zwist eines Löwen und einer Löwin um einen Eber (1875)
- Eine Tigerfamilie (1876)

Auf der Pariser Weltausstellung von 1878 ein dramatischer Kampf zwischen zwei Tigern von furchtbarer Lebendigkeit und ein Stier für die Fontäne am Trocadéro. 1879 wurde seine bronzene Reiterstatue des Herzogs Karl II. von Braunschweig in Genf vollendet.
Er war Schwiegersohn des Bildhauers Pierre-Jules Mène, dessen Tochter er 1852 heiratete. Seine Söhne Georges und Henri wurden beide Künstler.